# Suriyan Sor Rungvisai
Suriyan Sor Rungvisai est un boxeur thaïlandais né le 2 mars 1989 à Nakhon Ratchasima.

## Carrière
Passé professionnel en 2006, il échoue de peu en 2010 pour ravir le titre mondial WBC des poids mouches à son compatriote Pongsaklek Wonjongkam. Il choisit alors de monter de catégorie et devient finalement champion du monde des poids super-mouches WBC le 19 août 2011 après sa victoire aux points contre le mexicain Tomas Rojas. Après une première défense victorieuse contre Nobuo Nashiro, il s'incline aux points face à Yota Sato le 27 mars 2012.